# ویگو دی فاسا
ویگو دی فاسا (به ایتالیایی: Vigo di Fassa) یک کومونه در ایتالیا است که در ترنتینو واقع شده‌است.

## خصوصیات
ویگو دی فاسا ۲۶٫۷ کیلومترمربع مساحت و ۱٬۰۸۵ نفر جمعیت دارد.

## خواهرخوانده
شهر رمزک آم نکا خواهرخواندهٔ ویگو دی فاسا هست.